# Adam kasia
Adam kasia (Mandäische: Innerer (verborgener) Adam) ist in der Mythologie der Mandäer eine gottähnliche Gestalt und die lichte Seele des Urmenschen Adam pagria sowie eines jeden Menschen. Adam pagria, der später zu Adakus weiterentwickelt wurde, ist dem jüdischen Adam Kadmon ähnlich. Er ist Erlöser und wird doch auch selbst erlöst. 